# Amir Weintraub
Amir Weintraub (hebr. ‏אמיר ויינטרוב‎; ur. 16 września 1986 w Rechowot) – izraelski tenisista, reprezentant kraju w Pucharze Davisa.

## Kariera tenisowa
Zawodowym tenisistą Weintraub był w latach 2005–2017.
W marcu 2011 zadebiutował w reprezentacji Izraela w Pucharze Davisa, a po raz ostatni zagrał w październiku 2016. Rywalizował w szesnastu meczach singlowych odnosząc dziesięć zwycięstw.
Weintraub wystąpił raz w drabince głównej rozgrywek wielkoszlemowych, podczas Australian Open 2013, najpierw przechodząc przez eliminacje.  Pojedynek pierwszej rundy z Philippem Kohlschreiberem przegrał w trzech setach.
W cyklu ATP Challenger Tour został mistrzem trzech imprez w konkurencji gry podwójnej.
W rankingu gry pojedynczej najwyżej był na 161. miejscu (21 maja 2012), a w klasyfikacji gry podwójnej na 246. pozycji (25 lutego 2013).